# Rafael Brito
Rafael de Goes Brito (Maceió, 25 de Agosto de 1981), é um empresário e político brasileiro, filiado ao partido MDB, eleito para o cargo de deputado federal por Alagoas.

## Biografia
Graduado em Administração de Empresas pela Universidade Federal de Alagoas, especializado em Marketing e Gestão empresarial, acumulando experiências nos setores público e privado.
Começou sua trajetória como empresário do ramo de distribuição de alimentos e industrial, até ingressar na carreira pública, quando assumiu a Secretaria de Estado do Trabalho.
Foi presidente da Desenvolve, a Agência de Fomento de Alagoas, liderou em seguida a Secretaria do Desenvolvimento Econômico e Turismo  e, em 2021, assumiu o desafio de comandar a Secretaria de Estado da Educação até 2022, quando se exonerou para se candidatar ao cargo de deputado federal.
Se elegeu deputado federal em 2022, com a votação de 58.134 votos (3,51%).

## Secretária do Trabalho
- Criação do programa Juventude Empreendedora em 2016: oportunidade para o jovem se tornar dono do próprio negócio, ampliando as condições de emprego e renda. Capacitação e oportunidade.
- Ampliação da rede SINE+ abertura do SINE Jaraguá
- Retomada do convênio CATAMAIS: ajudar catadores de resíduo sólido de artesanato.

## DESENVOLVE
- Gestão marcada pela desburocratização das liberações de crédito para microempreendedores
- Triplicou o capital social da Agência de Fomento
- Focou o trabalho para agricultura familiar, MEIs e microempresários
- Liberou 1.500 operações de crédito para Juventude Empreendedora
- Concedeu 600 operações de crédito para empreendedores das grotas de Maceió
- Mais de R$50 milhões de crédito aprovado para MEIs e microempresários

## Secretaria do Desenvolvimento Econômico
- Retomada dos programas de arranjos produtivos locais, que depois virou Alagoas Maior
- Reformulou de aproximadamente R$3 milhões no Alagoas Maior, atuação em 45 municípios, apoio a 30 cooperativas e associações e mais de 12 mil pessoas beneficiadas direta e indiretamente
- Na sua gestão como secretário, Alagoas e Maceió passaram a liderar o ranking de vendas das principais operadoras de turismos do Brasil
- Captação com empresários ingleses Appian para implementação de uma mina de cobre no Agreste alagoano, que resultou na instalação da Mineração Vale Verde, o maior investimento privado da história de Alagoas
- Captação a implantação da maior empresa em faturamento de Alagoas, Natura, que também é o maior centro de distribuição do grupo no mundo
- R$2,837 bilhões (quase R$3bi) em investimento através das empresas incentivadas no Conedes com a geração de 30 mil empregos diretos e indiretos em Alagoas
- Trouxe grandes empreendimentos como: Kapazi, única do Norte e Nordeste da fábrica Kapo (grupo Coca-Cola), ZTT
- Chefe da delegação da missão China, que levou Alagoas para negociações no continente asiático. Neste momento, captou a nova planta da ZTT para Alagoas
- Durante a sua gestão, no ano de 2019, os artesãos alagoanos atingiram o maior valor em comercialização através da participação de feiras e eventos proporcionadas pelo programa Alagoas Feito à Mão - Sedetur - acumulando o montante de R$1,2 milhão [quase que o dobro dos anos anteriores. Em 2018: R$1 milhão]
- Durante a pandemia, criou a primeira plataforma online do país de vendas exclusivas para os artesãos alagoanos: a Galeria Alagoas Feita à Mão
- Emissão de mais de 4 mil carteiras de artesão e 60 municípios alagoanos mapeados.
- Captação e implantação do maior hotel da história de Alagoas - bandeira internacional - Vila Galé (mais de 500 quartos)
- Captação e inauguração do primeiro voo direto internacional da TAP ligando a capital ao continente europeu
- Criação de uma linha de crédito sem juros para empresários do segmento do turismo, evento e alimentação atingidos pela pandemia

## Secretaria da Educação
- Criação e idealização de mais de 10 programas inédito focados não valorização do servidor, aluno e infraestrutura escolar
- Gestão marcada pela implantação do ciclo inédito de valorização dos servidores da Educação com a aprovação do Novo Plano de Cargos e Carreiras e Salários - espera de mais de 20 anos. Aumento de 40% no salário inicial + programas Professor Mentor e Vem que Dá Tempo, que garantiu que os professores chegassem a dobrar o salário
- Na sua gestão, Alagoas conquistou o top 5 de melhores de salários dos professores do país: aumento do novo PCCS+ programas Professor Mentor e Vem que Dá Tempo, que garantiu que os professores chegassem a dobrar o salário
- Ampliação das escolas em tempo integral, de 62 para 104, deixando o estado entre os 5 que mais oferecem vagas nesta modalidade na rede os 5 que mais oferecem vagas nesta modalidade na rede
- Liderou a reabertura segura de toda a rede estadual para às aulas presenciais no pós-pandemia
- Negociou para que a vacinação dos professores fossem adiantadas independente da idade, garantindo que todos voltassem às aulas presenciais com a segunda dose
- Foi o secrtário de Educação que mais visitou escolas na história de Alagoas (mais de 100)
- Idealização e criação do programa Juventudes Alagoanas em parceria com o Instituto Unibanco. Iniciativa que engloba três eixos: educação, participação e engajamento, trabalho e renda; [compilado de programas da Educação]
- Convênios firmados durante a gestão do Rafael na Educação
- Convênio IFAL - construção de um novo campus de Santana do Ipanema. R$17,9 milhões
- Convênio IFAL - construção de um novo campus de Batalha. R$12 milhões
- Convênio histórico UNCISAL
- Incentivou a criação de novos grêmios: a rede pública de Alagoas saiu de 55 para 159 em 2012-2022
- Gestão marcada pela relação próxima com os jovens
- Maior ampliação de matrículas proporcionais da rede pública estadual do país, graças ao Cartão Escola 10. Crescimento de 30% no período de 2021-2022
- Gestão marcada pelo compromisso no combate à evasão escolar: com o retorno às aulas presenciais, Alagoas fechou 2021 com queda de mais de 70% no número de alunos evadidos
- Na sua gestão, o estudante do ensino médio da rede pública estadual que acumular participação nos três principais programas de incentivo para alunos já matriculados, Professor Mentor, Cartão Escola 10 e Qualifica Educação, pode chegar a receber o acumulado mensal de R$630.
- Convocação inédita de professores especializados em Educação Especial do maior concurso público da história do segmento. Universalize a presença profissionais em toda necessidades especiais constasse com um professor de educação especial.
- Cartão Escola 10: maior iniciativa de combate à evasão escolar e maior investimento diretamente em estudantes do país. R$180 milhões investidos em 2022, 146 mil alunos no Ensino Médio da rede pública estadual beneficiados com às bolsas retorno, permanência e conclusão.
- Meu Transporte Novo: aquisição e distribuição de 450 ônibus escolares para reforçar e ampliar a frota municipal e estadual, garantindo mais segurança na entrada e saída dos estudantes às escolas. Mais de 100 mil alunos atendidos que dependem do transporte
- 50 ônibus adaptados para alunos com deficiência (PDC): Além dos 400 ônibus com assento elevatório para cadeirantes, com assento elevatório para cadeirantes, local para guardar cadeira de rodas, 32 lugares, todos com cinto de segurança em todos os bancos, tem 50 veículos específicos com assento elevatório para cadeirante com 24 lugares, todos com cinto de segurança em todos os bancos, janelas com travas de segurança e saídas de emergência, extintor de incêndio, ar condicionado, motor traseiro que diminui ruídos dentro do veículo, guarda volumes acima do bancos, porta caderno, suspensão a ar e piso baixo, lixeiras na entrada e nos fundos do ônibus.
- Professor Mentor: programa mais inovador da Educação Pública do país, pautado no acolhimento, projeto de vida e protagonismo dos jovens da rede estadual. 4500 bolsas para professores mentores (R$1500) e alunos monitores (R$250). Investimento de R$120 milhões.
- Mais Merenda: triplicou o valor de aquisição da merenda em Alagoas. Na contramão das ações de redução da compra de alimentos para merenda escolar adotados pelo governo federal, a gestão estadual ampliou o valor de 0,32 do FNDE para 1,0 por aluno. Além de ampliar o investimento, o programa também agrega valor nutricional ao cardápio oferecido aos alunos em toda a rede pública estadual.
- Vem que Dá Tempo: maior programa de combate à evasão escolar de jovens e adultos da história da Educação de Alagoas. A mera é elevar o nível de escolarização dessa categoria com a conclusão do Ensino Fundamental e ingresso no Ensino Médio modular. O programa incentiva a população alagoana com bolsas inéditas de até R$500 para quem fizer curso preparatório e for aprovado no exame de avaliação
- Creche CRIA: universalização do acesso a creches em Alagoas, ou seja, toda mãe que quiser colocar seu filho de 0-3 anos para estudar terá uma vaga disponível quando às 200 unidades do programa foram entregues (todas serão cedidas para serem administradas pelos municípios). Serão 40 mil vagas em todo o estado, acesso à educação infantil de qualidade, escolarização no tempo certo e merenda adequada para as crianças atendidas pelo programa. Em paralelo, o programa também garante a criação de 8 mil vagas de emprego durante as etapas de construção e depois operacionalização das creches, além de oportunizar que milhares de mães alagoanas consigam ter a chance de trabalhar com seus filhos em segurança nas escola.
- Equipa Escola: aquisição de distribuição inédita de 30 mil materiais preparatórios para o Enem a todos os alunos do 3ª ano do Ensino Médio.
- Meu Ciclo na Escola: maior programa de combate à pobreza menstrual dentro das escolas em Alagoas. Toda estudante da rede pública estadual que quiser tem direito a um kit mensal com sabonete íntimo, absorvente e lenço umedecido.
- Avança Grêmio: recurso inédito para os grêmios estudantis de Alagoas, garantindo autonomia para realização de projetos, ações e iniciativas dos grupos. Integra o compromisso de dar mais voz e protagonismo aos jovens.
- Rumo às Aulas: programa que garante dinheiro direto na conta das escolas através da descentralização de recursos. Os valores variam de acordo com a quantidade de alunos matriculados em casa unidade, podendo chegar até R$210 mil por escola. Investimento total de R$40 milhões em cada uma das duas edições do programa.
- Mais professor: maior concurso da história da Educação de Alagoas com 3 mil vagas para professores da rede pública estadual. Os profissionais já foram chamados ainda durante a gestão do Rafael.

## Deputado Federal
Integrante das seguintes comissões

### Titular
- Comissão Especial sobre Acumulação de Cargo de Professor (PEC 169/19)
- Comissão Externa sobre o Colapso do Solo em Bairros de Maceió-AL
- Comissão de Educação

### Suplente
- Comissão de Constituição e Justiça e de Cidadania
- Comissão de Trabalho

### Participou das seguintes comissões
- Comissão Parlamentar Mista de Inquérito dos Atos de 8 de Janeiro de 2023
- Comissão Especial sobre Acumulação de Cargo de Professor (PEC 169/19)
- Grupo de Trabalho sobre Política de Combate à Violência nas Escolas Brasileiras
- Comissão de Turismo

## Projetos de Lei (2023/2024)

### PL 1049/2023
O Projeto de Lei (PL) proposto pelo deputado Rafael Brito, que altera a Lei de Diretrizes e Bases da Educação Nacional (LDB), especificamente a Lei n° 9.394, de 1996. O objetivo da proposta é incluir os programas de alimentos escolar como despesas de manutenção e desenvolvimento do ensino. Atualmente, esses programas não são considerados nessa categoria, o que desencoraja investimentos em alimentação escolar, prejudicando estudantes em situação de vulnerabilidade socioeconômica. 
O PL busca corrigir essa situação, reconhecendo a importância da merenda escola para o desenvolvimento físico e cognitivo dos alunos, e para combater a fome e a insegurança alimentar no país. A proposta é motivada pelo aumento da fome no Brasil e pela necessidade de priorizar políticas públicas de alimentação escolar. Se aprovado, o PL permitirá que os investimentos em merenda sejam contabilizados dentro do mínimo constitucional de 25% das receitas estaduais e municipais destinadas à educação. 

### PL 1481/2023
O Projeto de Lei 1481/2023, apresentado pelo deputado federal Rafael Brito, visa combater a prática de crimes no ambiente escolar. A proposta, que adiciona uma nova alínea ao Código Penal, prevê a agravante de pena para crimes cometidos dentro de escolas, reforçando a necessidade de segurança e proteção no ambiente educativo. 
A proposta não cria um novo crime, mas agrava as penas para crimes já existentes quando cometidos em escolas, visando assim a proteção dos direitos à vida, à educação e à dignidade dos envolvidos. 
Rafael Brito destacou a importância de criar medidas preventivas para proteger estudantes e educadores, ressaltando que as escolas devem locais de aprendizado seguro. 

### PL 820/2023
Rafael Brito desempenhou um papel significativo com a elaboração do Projeto de Lei 820/2023, que busca instituir o Piso Salarial Nacional para Motoristas de Transporte Escolar. Este projeto visa garantir uma remuneração justa e uniforme para esses profissionais em todo o território nacional. Durante o processo de construção da proposta, Rafael enfatizou a importância de valorizar os motoristas escolares, reconhecendo o papel crucial que desempenham na segurança e no bem-estar dos estudantes. 
Além disso, a inciativa reflete a preocupação de Rafael com a equidade e a justiça social, destacando seu compromisso com a defesa dos direitos dos trabalhadores. 

### PL 656/2023
O Projeto de Lei 656/2023, apresentado pelo deputado Rafael Brito, propõe alterações na Lei n°11.947/2009 para ampliar a abrangência da alimentação escolar e atualizar os valores de repasse financeiro. 
O projeto autoriza a inclusão de duas novas parcelas de repasse para cobertura alimentar dos estudantes durante as férias escolares, com foco na compra de alimentos não perecíveis. Também estabelece a correção anual dos valores de repasse com base no índice Nacional de Preços ao Consumidor Amplo (IPCA), visando combater a fome e garantir segurança alimentar. 
Além disso, o projeto destaca a importância do Programa Nacional de Alimentação Escolar (PNAE) na promoção de uma alimentação adequada, que respeite os hábitos alimentares e a cultura local, e na educação alimentar e nutricional dos estudantes. 

### REQ 154/2023
O Requerimento 154/2023, apresentado pelo deputado Rafael Brito na Comissão de Educação, solicita a realização de uma audiência pública para discutir a oferta de água potável nas escolas públicas do Brasil. Entre os convidados para a audiência, estão representantes do Ministério Público de Alagoas, Unicef, Atricon e Ministério Público Federal. 
O documento destaca que muitas escolas ainda não têm acesso a água potável, o que afeta milhares de alunos em todo o país. O objetivo é encontrar soluções para garantir que todas as escolas ofereçam água própria para o consumo, considerando que essa é uma necessidade básica e um direito fundamental para a educação de qualidade. 

### PL 3634/2023
O Projeto de Lei 3634/2023, proposto pelo deputado Rafael Brito, adiciona um parágrafo ao artigo 136 do Código de Trânsito Brasileiro. Este parágrafo exige que os órgãos de trânsitos dos estados e do Distrito Federal publiquem uma lista online dos veículos autorizados a operar como transporte escolar, atualizando essa informação semestralmente. 
O objetivo é assegurar que esses veículos atendam aos requisitos de segurança e passem por inspeções regulares, garantindo a segurança dos estudantes. A proposta visa promover a transparência e permitir que os pais verifiquem se o transporte utilizado é seguro e regular. 

### REQ 113/2023 CE
O Requerimento 113/2023, apresentado pelo deputado Rafael Brito, propõe ao Poder Executivo a criação de um programa nacional para incentivar jovens e adultos que estão fora do sistema de ensino a retornarem às salas de aula.
Baseando-se em dados que mostram uma alta taxa de abandono escolar, especialmente entre pessoas de 25 anos ou mais, o deputado sugere a implementação de um programa semelhante ao "Vem Que Dá Tempo", existente em Alagoas. Esse programa oferece incentivos financeiros para estudantes e profissionais da educação, além de cursos preparatórios e exames de certificação, visando aumentar a escolaridade e melhorar a qualidade de vida da população.

### REQ 109/2023 CE
O Requerimento 109/2023, apresentado pelo deputado Rafael Brito, propõe que o Ministério da Educação envie ao Congresso Nacional um Projeto de Lei para criar um programa nacional de combate à evasão escolar. 
O deputado destaca que, apesar do direito à educação ser garantido pela Constituição e pelo Estatuto da Criança e do Adolescente, muitos jovens abandonam a escola devido a dificuldades econômicas e à necessidade de trabalhar. 
O requerimento sugere que o programa siga o exemplo do "Cartão Escola 10" de Alagoas, que oferece incentivos financeiros para a permanência dos alunos nas escolas, ajudando a reduzir as taxas de abandono e evasão escolar.

### INC 112/2023
O documento sugere ao Ministério da Educação o aumento imediato do valor de repasse do Programa Nacional de Alimentação Escolar (PNAE). À época o valor estava defasado desde 2012, afetando a qualidade das refeições oferecidas nas escolas, que muitas vezes são a única refeição completa do dia para muitos alunos, após essa Indicação, os valores referentes a todas as etapas tiveram reajuste. 
A indicação ressalta a importância do PNAE no combate à fome e à insegurança alimentar, especialmente no contexto em que 58,7% da população brasileira enfrenta algum grau de insegurança alimentar. Rafael também menciona a necessidade de uma atualização periódica dos valores de repasse para acompanhar a inflação e garantir refeições de qualidade.

### PL 865/2020
O Projeto de Lei 865/2020, relatado pelo deputado Rafael Brito, busca alterar a Lei nº 11.947/2009, que regula o Programa Nacional de Alimentação Escolar (PNAE). O projeto, juntamente com outros apensados (PLs 112/2021 e 441/2021), visa permitir, de forma excepcional, a distribuição de alimentos adquiridos com recursos do PNAE aos pais ou responsáveis por estudantes das escolas públicas, durante a suspensão das aulas devido à pandemia da COVID-19.
O deputado Rafael Brito destacou a importância de assegurar que os alunos continuem recebendo alimentação adequada, mesmo durante situações excepcionais como a pandemia, já que para muitos estudantes a merenda escolar é a principal refeição do dia. Além disso, o relatório de Brito sugere a criação de mecanismos para reajustar automaticamente os valores destinados à alimentação escolar, utilizando o índice IPCA, para garantir a continuidade e qualidade da merenda fornecida nas escolas.
Assim, o relatório de Rafael Brito propõe a aprovação do PL 865/2020 e dos apensados, com ajustes para fortalecer a segurança alimentar dos estudantes em tempos de crise e garantir que a legislação se adapte a diferentes situações, como as enfrentadas durante a pandemia.

### PL 4582/2023
O documento trata do Projeto de Lei 4582/2023, que tem como objetivo garantir transporte escolar gratuito e adaptado para estudantes com deficiência que estão matriculados na educação básica. O relator do projeto, deputado Rafael Brito, apoia a proposta e sugere algumas melhorias para ampliar seu escopo. A proposta prevê a inclusão do transporte adaptado na Lei Brasileira de Inclusão e na Lei de Diretrizes e Bases da Educação, assegurando que esses alunos tenham condições adequadas de transporte entre suas casas e as escolas que frequentam. O projeto visa garantir igualdade de acesso à educação para todos os estudantes, especialmente aqueles com deficiência.

### INC 88/2023
Solicita ao Ministério da Educação que atenda ao pedido do Governo do Estado de Alagoas para a construção dos campi definitivos do Instituto Federal de Alagoas (IFAL) nas cidades de Batalha, Rio Largo, Santana do Ipanema e Maceió. A construção dos campi visa suprir a falta de recursos devido a cortes orçamentários anteriores e proporcionar educação de qualidade nas regiões mencionadas.
O deputado destaca a importância dos Institutos Federais na oferta de educação técnica e tecnológica e no desenvolvimento de cursos técnicos e superiores. Ele menciona que as obras em Batalha, Rio Largo e Santana do Ipanema já estão em andamento, enquanto o campus de Maceió está aguardando recursos para iniciar a construção. A solicitação inclui um pedido de repasse de R$ 26.851.959,61 para a conclusão das obras em andamento e R$ 21.500.000,00 para a construção do campus em Maceió, que atenderá 1.500 alunos e expandirá a oferta de cursos.

### REQ 10/2023
Requerimento feito à Braskem S/A, solicitando informações sobre o processo de seleção e contratação das empresas que estão realizando obras e serviços em Maceió. Essas obras são parte das ações de resposta ao colapso do solo em bairros de Maceió, causado pela extração de salgema  que resultou em danos graves e a desocupação de milhares de imóveis.
O REQ pede detalhes como os documentos de seleção, a razão social das empresas contratadas, as ações que estão sendo realizadas por elas, e a capacidade técnica das contratadas. O objetivo é garantir transparência no uso dos recursos e nas escolhas das empresas para minimizar os impactos e evitar mais danos à população afetada.
Além desses projetos, Rafael Brito desempenhou um papel significativo na Câmara dos Deputados, especialmente como presidente da Frente Parlamentar Mista da Educação. Ele foi um defensor fervoroso de políticas que visam melhorar a qualidade da educação pública no Brasil. 
Como ex-secretário de Educação de Alagoas, trouxe para o Congresso sua experiência na gestão de programas como o Cartão Escola 10, que concede uma bolsa aos estudantes que apresentam mais de 90% de presença nas aulas. Esse programa serviu de inspiração para criação do Pé de Meia, que beneficia quase 3 milhões de alunos em todo o país, evitando a evasão escolar e sendo importante auxílio financeiro para muitas famílias. 
Brito também impulsionou iniciativas de valorização dos servidores da educação, com proposta de piso salarial a todos os profissionais, incluindo o aumento do investimento na merenda escolar e o incentivo à formação de professores.
Durante sua atuação, Brito enfatizou a importância de decisões rápidas e eficazes em políticas educacionais que corrigissem as desigualdades que surgiram a partir do Novo Ensino Médio, ressaltando a urgência de solucionar incertezas enfrentadas por milhões de estudantes e profissionais da educação no país.

## Histórico eleitoral
| Ano  | Eleição              | Partido | Cargo            | Votos  | %      | Resultado  | Ref.  |
| ---- | -------------------- | ------- | ---------------- | ------ | ------ | ---------- | ----- |
| 2022 | Estaduais do Alagoas | MDB     | Deputado Federal | 58.134 | 3,51%  | Eleito     | [ 6 ] |
| 2024 | Municipal de Maceió  | MDB     | Prefeito         | 58.084 | 12,74% | Não eleito | [ 7 ] |